# Lyckohjulet, eller Var ska jag hänga min hatt i natt?
Lyckohjulet, eller Var ska jag hänga min hatt i natt? var en krogshow med Östen Warnerbring, Cornelis Vreeswijk och Ernst-Hugo Järegård som spelades på gamla Hamburger Börs i Stockholm 1971. Lyckohjulet var för övrigt den allra sista showen som spelades på Hamburger Börs innan krogen stängdes. Showen innehöll ett antal sketcher, monologer och sångnummer som slumpades fram genom att artisterna snurrade på ett lyckohjul som fanns på scenen. De tre herrarna ackompanjerades på scen av Ingmar Nordströms orkester.  
Showen spelades även in för TV och sändes första gången 1971. Den har visats i repris vid flera tillfällen senast den 5 augusti 2006 i SVT 1:s TV-program Minnenas television.